# کمبرتل
کمبرتل (به فرانسوی: Combertault) یک کمون در فرانسه با جمعیت ۴۷۵ نفر است که در Canton of Beaune-Sud واقع شده‌است.